# L'immagine di te
L'immagine di te è un album discografico in studio del gruppo musicale Radiodervish pubblicato nel 2009.

## Il disco
Il disco, prodotto da Franco Battiato, è stato pubblicato dall'etichetta Radiofandango. L'album contiene, come da consuetudine per il gruppo, una miscela di generi musicali (pop anni '80, world music, musica etnica, canzone d'autore, musica elettronica), linguaggi e temi.
Nella realizzazione, i due componenti storici Nabil Salameh (voce, chitarra) e Michele Lobaccaro (basso, chitarra) sono stati affiancati da Alessandro Pipino (coautore, polistrumentista), Anila Bodini (violino), Antonio Marra (batteria), Pino Pischetola (missaggio, coproduzione, programmazione).
A questi musicisti si sono aggiunti due ospiti pugliesi rappresentati dal rapper Caparezza (voce in Babel) e dalla sedicenne cantante solista dell'Orchestra popolare della Notte della taranta Alessia Tondo (voce in grico in Yara).

## Tracce
1. L'immagine di te
2. Tutto quello che ho
3. Babel
4. Se vinci tu
5. Milioni di promesse
6. Yara
7. Avatar
8. Sama Beirut
9. Stella briciola di campo